# Marta Živná
Marta Živná (rozená Skrejšovská, 19. června 1859 Praha – 10. července 1918 Petrohrad) byla česká spolková činovnice, politická aktivistka, vydavatelka, sufražetka a feministka, dcera novináře a politika Jana Stanislava Skrejšovského. Většinu života prožila ve Vídni, kde s manželem Karlem Živným vydávala německy psaný týdeník Parlamentär. V době věznění manžela pak list krátce sama vedla.

## Život

### Mládí
Narodila se v Praze do rodiny Jana Stanislava Skrejšovského a jeho ženy Marie, rozené Wolframové, ze severočeských Trnovan. Otec byl významnou osobností tehdejšího společenského života: poslancem Českého zemského sněmu či spoluzakladatelem německy psaného českého deníku Politik. Díky rodičům získala vztah k českým kořenům a stala se českou vlastenkou. Rodina žila v Praze, roku 1874 byla pak musela snášet politicky motivované věznění otce, posléze pak rakouskými úřady amnestovaného.

### Ve Vídni
Spolu s rodinou odešla s rodiči a sourozenci do Vídně, kde otec s pomocí starého známého, který poskytl počáteční kapitál, začal vydávat německý týdeník Parlamentär. Marta vypomáhala otci v jeho novinářském úsilí, rovněž byla činná ve zdejší komunitě vídeňských Čechů. Zde se také seznámila s mladým právníkem Karlem Živným (1858–1939), původem z Loštic u Olomouce, politicky a novinářsky činným. Po smrti J. S. Skrejšovského roku 1882 pak vydávání týdeníku Parlamentär převzali manželé Živní: Marta především jako oficiální vlastnice, samotnou redakci řídil Karel Živný. Oba manželé byli náklonní k rusofilství, což se odráželo v Živného článcích i spolkové činnosti manželů.
Na Štědrý den 24. prosince 1887 byl pak Karel Živný v jejich bytě zatčen a nadále vyšetřován pro velezradu. V době jeho pobytu ve vězení pak Živná řídila redakci listu. Sama byla z velezrady rovněž obviněna, její i manželovo obvinění bylo po čase vyhodnoceno jako nepodložené. Parlamentär byl manželi Živnými vydáván až do roku 1895, kdy list vinou soustavných perzekucí rakouských úřadů a finančních obtíží zanikl.

### První světová válka
Nadále žila s manželem a dětmi ve Vídni. Živný byl za své politické projevy postihován i v dalších letech. Po vypuknutí první světové války roku 1914 odcestovala rodina Živných do exilu v ruském Petrohradu, neboť nesouhlasila s rakousko-uherským válečným úsilím.

### Úmrtí
Marta Živná zemřela 10. července 1918 v Petrohradu ve věku 59 let.
Karel Živný se po skončení války i s dětmi odstěhoval do nově vzniklého Československa. Zemřel roku 1939 v Praze.